# Абзу

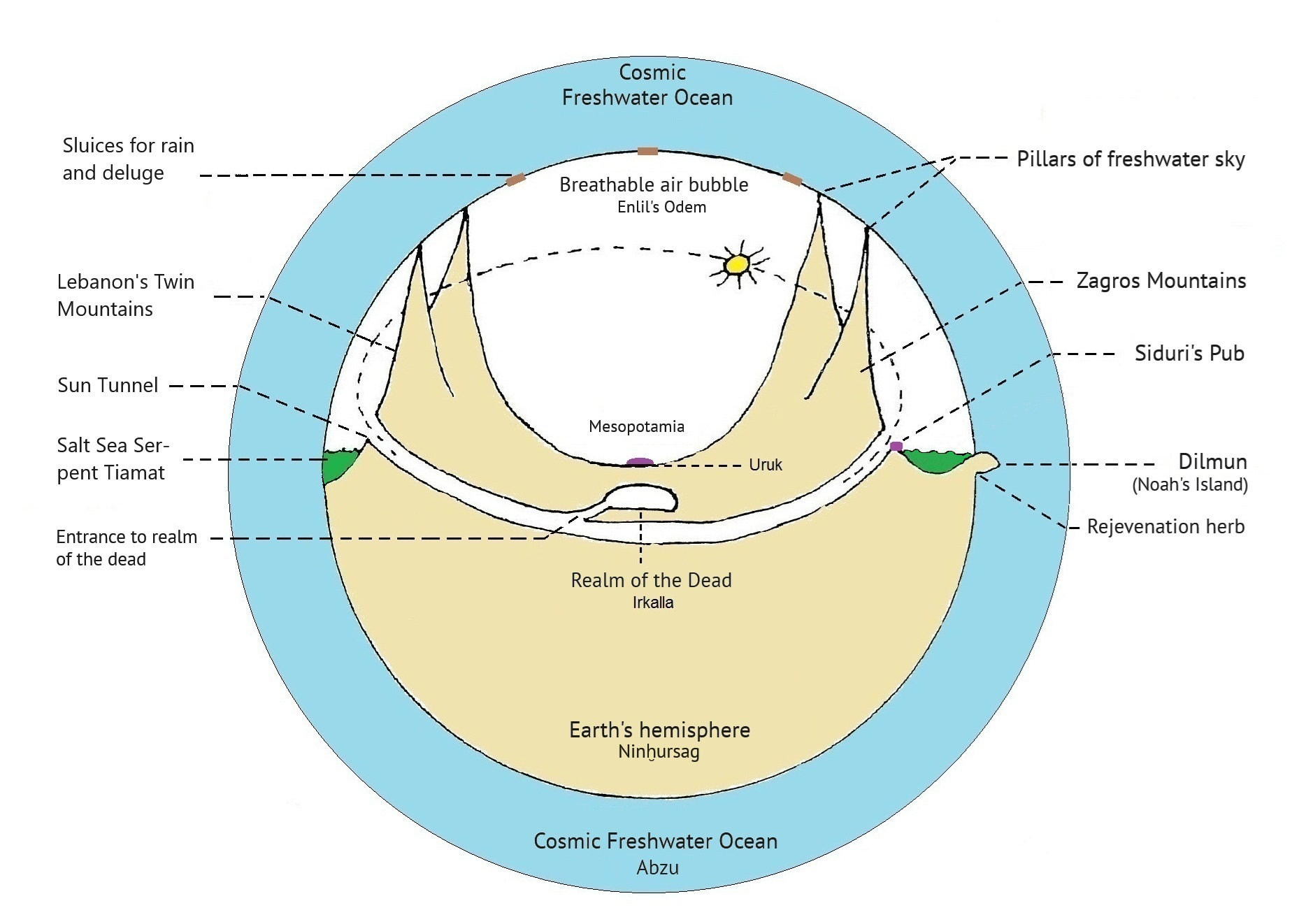
Вавилонська мапа світу, показана у бічній проекції. «Гірке» солоне море Тіамат, що омиває земні півкулі поясом, позначене тут зеленим кольором, а на сході - Ноїв острів Ділмун. Ця та інші деталі, такі як тунель бога сонця Шамаша, паб Сідурі та підземний світ «Іркалла», взяті з епосу про Гільгамеша. Космічний прісноводний океан «Абзу», в якому бог Енліль створив повітря і землю, є центральним елементом шумерської космогонії.

Абзу (аккад. Апсу́) або шум. Енгурра — велика підземна водойма, обитель Енкі (аккад. Еа), бога мудрості та заклинань. Абзу, ключова частина давньої месопотамської космічної географії, була розташована десь між поверхнею землі та підземним світом. В уяві месопотамців він був населений рибами. Деякі вчені вважали, що Абзу був наповнений солодкою водою (на противагу солоній воді океану), згідно з більш пізніми поглядами, він також містив солону воду. У літературних текстах Абзу також згадується як Енгур, без помітної різниці у значенні.
У шумерській літературній казці «Енкі та Нінхурсаг» описується, як богиня Нінхурсаг бере глину з поверхні Абзу, щоб створити перших (недосконалих) людей (порівняйте з історією про Адама), а в казці «Інанна та Енкі» йдеться про те, що Енкі зберігав Ме, божественні сили, в Абзу, де також працювали помічники Енкі мудреці Абгаллу.
В аккадській літературі, зокрема у космогонічному «Вавилонському епосі про створення світу» («Енума Еліш») Абзу представляється як один з двох першоелементів, із з'єднання якого з безоднею Тіамат (персоніфікованим океаном солоних вод) виникли Земля і Небо, і були створені боги «старшого покоління». Вважається, що місто Вавилон було засноване на місці Абзу. 
З «далеких вод» Абзу прийшов один з головних шумерських богів - Енкі, тому присвячений йому храм в місті Еріду називається Абзу або «будинок Енгурри». (Згодом так само іменувалися резервуари зі святою водою у дворах вавилонських і ассирійських храмів).
«Молоде покоління» богів дратує Апсу своєю поведінкою, і він разом з Мумму хоче знищити їх. Але Енкі присипляє і вбиває Абзу, і потім зводить над ним житло «Абзу», де зачинає Мардука.